# Tadija Kačar
Tadija Kačar est un boxeur yougoslave d'origine bosniaque né le 5 janvier 1956 à Perućica.

## Carrière
Frère ainé de Slobodan Kačar, champion olympique de boxe à Moscou en 1980, Tadija remporte la médaille d'argent aux Jeux olympiques de Montréal en 1976 dans la catégorie des super-welters. En 1978, il obtient également la médaille d'argent lors des championnats du monde de Belgrade en poids mi-lourds. L'année suivante, il s'impose aux Jeux méditerranéens de Split en poids moyens et termine second des championnats d'Europe de Cologne en mi lourds. 

## Palmarès

### Jeux olympiques
- Médaille d'argent en -71 kg en 1976 à Montréal, Canada

### Championnats du monde
- Médaille d'argent en -81 kg en 1978 à Belgrade, Yougoslavie

### Championnats d'Europe
- Médaille d'argent en -81 kg en 1979 à Cologne, Allemagne de l'Ouest

### Jeux méditerranéens
- Médaille d'or en -75 kg en 1979 à Split, Yougoslavie